# Guido Mainero
Guido Mainero (Ciudad de Córdoba; 23 de marzo de 1995) es un futbolista argentino que juega como delantero y su actual equipo es el Club Atlético Platense de la Primera división de Argentina.

## Trayectoria

### Inicios
Apenas terminó el secundario comenzó a trabajar en una fábrica de juntas y arandelas. Con 18 años recién cumplidos, llegó a primera del club de Alta Córdoba, en el cual hizo inferiores desde los 7 años, en ese entonces jugaba como delantero “Con el paso del tiempo me fueron retrasando y ya cuando subí en 2014 a Primera quedé al medio”; dijo en una entrevista.

### Instituto
Debutó en el primer equipo de Instituto en el 2014 por el torneo de la Primera B Nacional; lleva jugados 58 partidos y convirtió 4 goles.

### Vélez Sarsfield
En diciembre del 2017 se hace oficial su arribo al Vélez Sarsfield por 500.000 dólares por el 80% del pase.

### Defensa y Justicia
En julio de 2019 se hace oficial su arribo a Defensa y Justicia, en calidad de cedido, sin cargo y con opción de compra. Realizó su debut ingresando en el segundo tiempo, a los 19 minutos durante el partido que enfrentó a Defensa y Justicia contra Gimnasia de la Plata por la Copa Argentina el día 20 de julio de 2019.

### Deportes Iquique
En noviembre de 2020 llega a Deportes Iquique, que en febrero de 2021 concluye su descenso a la Primera B de Chile. Proviene de Vélez Sarsfield en un préstamo con opción de compra.

### Sarmiento
De vuelta en Vélez, en junio de 2021 es nuevamente cedido, esta vez a Sarmiento de Junín hasta fines de 2022.

### Instituto (2do ciclo)
En su segundo ciclo en el club, Mainero no logró consolidarse como titular. Disputó 9 partidos sin convertir goles, en una etapa que pasó sin destacarse demasiado.

### Platense
Tras un breve paso por Instituto de Córdoba en 2024, Guido Mainero se incorporó a mediados de ese año al Club Atlético Platense, firmando contrato hasta diciembre de 2025. Bajo la conducción de la dupla técnica Orsi-Gómez, Mainero se consolidó rápidamente como una pieza clave en el esquema del equipo, aportando dinámica y desequilibrio desde el mediocampo.
Uno de sus momentos más destacados se produjo el 27 de octubre de 2024, en el clásico frente a Argentinos Juniors. En ese encuentro, Mainero fue protagonista al sufrir una falta en el área que derivó en el penal convertido por Mateo Pellegrino para el empate parcial. Posteriormente, en tiempo de descuento de la primera mitad, Mainero culminó una jugada colectiva con una definición precisa, sellando el 2-1 definitivo que desató la euforia en Vicente López.
La consagración llegaría el 1 de junio de 2025, cuando Platense se coronó campeón del Torneo Apertura, logrando así el primer título de Primera División en sus 120 años de historia. En la final disputada en el Estadio Único Madre de Ciudades de Santiago del Estero, el equipo venció 1-0 a Huracán con un gol de volea de Mainero al minuto 63. Este triunfo no solo representó un hito histórico para el club, sino que también aseguró su participación en la Copa Libertadores 2026.

## Estadísticas

### Clubes
Actualizado hasta su último partido disputado el 13 de julio de 2025.
| Club                            | Div.          | Temporada     | Liga  | Liga  | Liga   | Copas nacionales | Copas nacionales | Copas nacionales | Torneos internacionales | Torneos internacionales | Torneos internacionales | Total | Total | Total  |
| Club                            | Div.          | Temporada     | Part. | Goles | Asist. | Part.            | Goles            | Asist.           | Part.                   | Goles                   | Asist.                  | Part. | Goles | Asist. |
| ------------------------------- | ------------- | ------------- | ----- | ----- | ------ | ---------------- | ---------------- | ---------------- | ----------------------- | ----------------------- | ----------------------- | ----- | ----- | ------ |
| Instituto de Córdoba Argentina  | 2.ª           | 2014          | 5     | 0     | 0      | —                | —                | —                | —                       | —                       | —                       | 5     | 0     | 0      |
| Instituto de Córdoba Argentina  | 2.ª           | 2015          | 10    | 0     | 0      | 1                | 0                | 0                | —                       | —                       | —                       | 11    | 0     | 0      |
| Instituto de Córdoba Argentina  | 2.ª           | 2016          | 11    | 0     | 0      | 1                | 0                | 0                | —                       | —                       | —                       | 12    | 0     | 0      |
| Instituto de Córdoba Argentina  | 2.ª           | 2016-17       | 28    | 4     | 3      | —                | —                | —                | —                       | —                       | —                       | 28    | 4     | 3      |
| Instituto de Córdoba Argentina  | 2.ª           | 2017-18       | 12    | 2     | 0      | 2                | 0                | 0                | —                       | —                       | —                       | 14    | 2     | 0      |
| Instituto de Córdoba Argentina  | 1.ª           | 2024          | —     | —     | —      | 9                | 0                | 0                | —                       | —                       | —                       | 9     | 0     | 0      |
| Instituto de Córdoba Argentina  | Total club    | Total club    | 66    | 6     | 3      | 13               | 0                | 0                | 0                       | 0                       | 0                       | 79    | 6     | 3      |
| C. A. Vélez Sarsfield Argentina | 1.ª           | 2017-18       | 8     | 0     | 1      | —                | —                | —                | —                       | —                       | —                       | 8     | 0     | 1      |
| C. A. Vélez Sarsfield Argentina | 1.ª           | 2018-19       | 5     | 0     | 0      | 1                | 0                | 0                | —                       | —                       | —                       | 6     | 0     | 0      |
| C. A. Vélez Sarsfield Argentina | 1.ª           | 2020          | —     | —     | —      | 1                | 0                | 0                | —                       | —                       | —                       | 1     | 0     | 0      |
| C. A. Vélez Sarsfield Argentina | Total club    | Total club    | 13    | 0     | 1      | 2                | 0                | 0                | 0                       | 0                       | 0                       | 15    | 0     | 1      |
| Defensa y Justicia Argentina    | 1.ª           | 2019-20       | 10    | 2     | 0      | 1                | 0                | 0                | 1                       | 0                       | 0                       | 12    | 2     | 0      |
| Defensa y Justicia Argentina    | Total club    | Total club    | 10    | 2     | 0      | 1                | 0                | 0                | 1                       | 0                       | 0                       | 12    | 2     | 0      |
| Deportes Iquique · Chile        | 1.ª           | 2020          | 12    | 2     | 2      | —                | —                | —                | —                       | —                       | —                       | 12    | 2     | 2      |
| Deportes Iquique · Chile        | Total club    | Total club    | 12    | 2     | 2      | 0                | 0                | 0                | 0                       | 0                       | 0                       | 12    | 2     | 2      |
| Sarmiento de Junín Argentina    | 1.ª           | 2021          | 15    | 1     | 1      | 1                | 0                | 0                | —                       | —                       | —                       | 17    | 3     | 3      |
| Sarmiento de Junín Argentina    | 1.ª           | 2022          | 14    | 1     | 4      | 10               | 1                | 0                | —                       | —                       | —                       | 24    | 2     | 4      |
| Sarmiento de Junín Argentina    | 1.ª           | 2023          | 5     | 0     | 0      | 13               | 2                | 1                | —                       | —                       | —                       | 18    | 2     | 1      |
| Sarmiento de Junín Argentina    | Total club    | Total club    | 34    | 2     | 5      | 24               | 3                | 1                | 0                       | 0                       | 0                       | 58    | 5     | 6      |
| C. A. Platense Argentina        | 1.ª           | 2024          | 21    | 4     | 1      | —                | —                | —                | —                       | —                       | —                       | 21    | 4     | 1      |
| C. A. Platense Argentina        | 1.ª           | 2025          | 21    | 4     | 5      | 2                | 1                | 1                | —                       | —                       | —                       | 23    | 5     | 6      |
| C. A. Platense Argentina        | Total club    | Total club    | 42    | 8     | 6      | 2                | 1                | 1                | 0                       | 0                       | 0                       | 44    | 9     | 7      |
| Total carrera                   | Total carrera | Total carrera | 177   | 20    | 17     | 42               | 4                | 2                | 1                       | 0                       | 0                       | 220   | 24    | 19     |
| 1. 2.                           |               |               |       |       |        |                  |                  |                  |                         |                         |                         |       |       |        |

## Palmarés

### Campeonatos nacionales
| Título           | Club           | País      | Año    |
| ---------------- | -------------- | --------- | ------ |
| Primera División | C. A. Platense | Argentina | A-2025 |